# 이진혁 (1996년)
이진혁(李鎭赫, 1996년 6월 8일 ~ )은 대한민국의 래퍼이자 배우이며, 대한민국의 보이 그룹 업텐션의 리드래퍼을 맡았었다. 본래는 웨이라는 예명을 이용해 왔으나, PRODUCE X 101직전에 본명으로 활동명을 바꿨다. 현재는 솔로로 활동을 하고있다.

## 학력
- 삼선중학교 (졸업)
- 홍익대학교 사범대학 부속고등학교 (졸업)
- 글로벌사이버대학교 방송연예학 학사

## 생애
대한민국 서울특별시 동소문동에서 태어났다. 1남 1녀 중 장남이며 현재 부모님, 여동생과 같이 살고 있다. 2015년 소속사인 티오피미디어에서 업텐션으로 데뷔했고, 2019년 mnet의 한 서바이벌 프로그램인 PRODUCE X 101에 참가하며 웨이라는 예명에서 본명인 이진혁으로 바꿔 솔로로 활발히 활동 중이다. 여러 예능 프로그램과 음악방송을 통해 널리 이름을 알리는 중이다. 2023년 3월 27일 빌엔터테인먼트로 소속사가 변경되었다.

## 음반
- 2019년 11월 4일 S.O.L 솔로 1집 발매
- 2020년 6월 30일 Splash! 솔로 2집 발매
- 2021년 4월 5일 SCENE26 솔로 3집 발매
- 2021년 10월 18일 Ctrl+V 솔로 4집 발매
- 2022년 8월 29일 5ight 솔로 5집 발매

## 음반 외 활동

### 예능
| 년도 | 방송사 | 제목                          | 역할     | 참고                                             |
| ---- | ------ | ----------------------------- | -------- | ------------------------------------------------ |
| 2019 | Mnet   | 《PRODUCE X 101》             | 참가자   | 5월 3일 ~ 7월 19일                               |
| 2019 | MBC    | 《라디오스타》                | 게스트   | 8월 7일(629회)                                   |
| 2019 | JTBC   | 《어서 말을 해》              | 고정출연 | 9월 10일 ~ 10월22일(5회 ~10회 )                  |
| 2019 | MBC    | 《언니네 쌀롱》               | 출연     | 9월 12일(파일럿 2회)                             |
| 2019 | MBC    | 《선을 넘는 녀석들 - 리턴즈》 | 게스트   | 9월 29일, 10월 20일 ~ 10월 27일(7회, 10회, 11회) |
| 2019 | JTBC   | 《괴팍한 5형제》              | 고정출연 | 10월 31일 ~ 2020년 2월 6일                       |
| 2019 | tvN    | 《돈키호테》                  | 고정출연 | 11월 2일 ~ 12월 21일                             |
| 2019 | JTBC   | 《한끼줍쇼》                  | 게스트   | 11월 27일(153회)                                 |

| 년도 | 방송사  | 제목                   | 참고                                            | 역할     |
| ---- | ------- | ---------------------- | ----------------------------------------------- | -------- |
| 2020 | MBC     | 《라디오스타》         | 2월 26일(658회)                                 | 스페셜MC |
| 2020 | tvN     | 《더 짠내투어》        | 3월 2일, 3월 9일, 3월 16일(113회, 114회, 115회) | 게스트   |
| 2020 | tvN     | 《도레미마켓》         | 4월 25일(105회)                                 | 게스트   |
| 2020 | SBS     | 《런닝맨》             | 5월 17일(503회)                                 | 게스트   |
| 2020 | MBC     | 《오! 나의 파트, 너》  | 5월 30일(9회)                                   | 게스트   |
| 2020 | Mnet    | 《TMI 뉴스》           | 8월 12일(54회)                                  | 인턴기자 |
| 2020 | JTBC    | 《아는 형님》          | 8월 15일(243회)                                 | 게스트   |
| 2021 | E채널   | 《토요일은 밥이 좋아》 |                                                 |          |
| 2022 | 채널S   | 《김구라의 라떼9》     | 5월 18일(5회)                                   | 게스트   |
| 2022 | SBS F!L | 《라이브플렉스》       | 12월 26일 ~ 12월 29일                           | 고정     |

### 드라마
| 년도 | 방송사 | 제목                    | 역할      | 참고 |
| ---- | ------ | ----------------------- | --------- | ---- |
| 2020 | MBC    | 《그 남자의 기억법》    | 조일권 역 |      |
| 2020 | JTBC   | 《놓지마 정신줄》       | 정신 역   |      |
| 2021 | MBC    | 《이벤트를 확인하세요》 | 송종호 역 |      |
| 2022 | SBS    | 《왜 오수재인가?》      | 남춘풍 역 |      |
| 2024 | JTBC   | 《비밀은 없어》         | 송풍백 역 |      |
|      | KBS2   | 《디어엠》              | 길목진 역 |      |

## 수상 및 후보
| 연도 | 시상식       | 부문        | 작품             | 결과 |
| ---- | ------------ | ----------- | ---------------- | ---- |
| 2020 | MBC 연기대상 | 남자 신인상 | 그 남자의 기억법 | 후보 |
| 2022 | SBS 인기가요 | 핫스테이지  | Crack            | 1위  |